# آنامی پیرس
آنامی پیرس (به انگلیسی: Annamay Pierse) (زادهٔ ۵ دسامبر ۱۹۸۳) شناگر اهل کانادا است.